# José Antonio Hermida
José Antonio Hermida Ramos (nascido em 24 de agosto de 1978) é um ciclista espanhol que participa em competições de ciclismo de montanha. Ele conquistou a medalha de prata nos Jogos Olímpicos de 2004 em Atenas, depois de ter terminado em quarto lugar nos Jogos Olímpicos de 2000 em Sydney.

## Resultados olímpicos

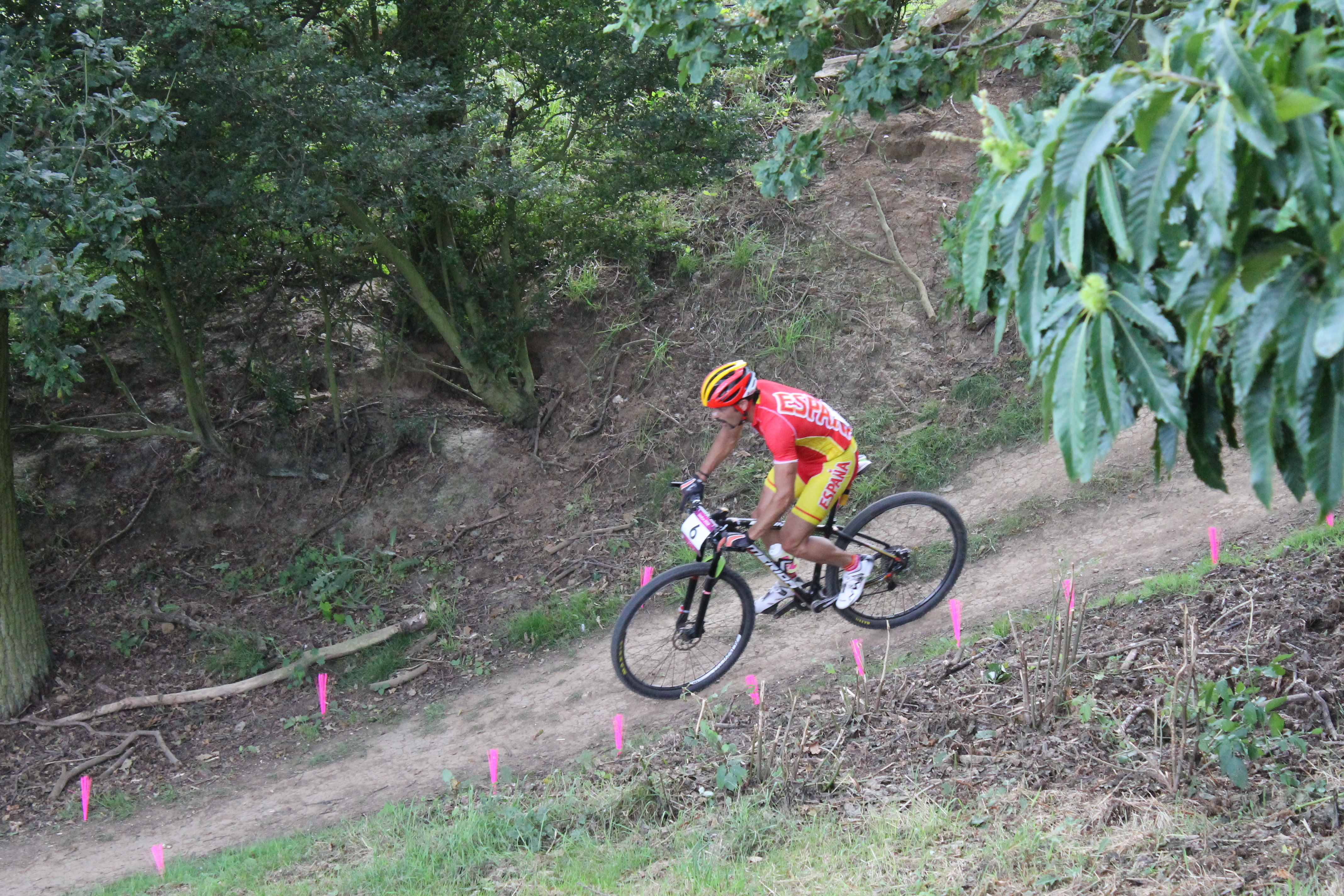
Hermida nas Olimpíadas de 2012

| Jogos              | Idade | Cidade  | Esporte  | Evento        | Equipe  | Posição | Medalha | Ref   |
| ------------------ | ----- | ------- | -------- | ------------- | ------- | ------- | ------- | ----- |
| Olimpíadas de 2000 | 22    | Sydney  | Ciclismo | Cross-country | Espanha | 4       |         | [ 1 ] |
| Olimpíadas de 2004 | 25    | Atenas  | Ciclismo | Cross-country | Espanha | 2       | 2       | [ 1 ] |
| Olimpíadas de 2008 | 29    | Pequim  | Ciclismo | Cross-country | Espanha | 10      |         | [ 1 ] |
| Olimpíadas de 2012 | 33    | Londres | Ciclismo | Cross-country | Espanha | 4       |         | [ 1 ] |